# 芋酒
芋酒（いもさけ、沖縄読み：んむざき）は、日本の沖縄地方で琉球王朝時代から大正期にかけて、サツマイモと黒糖を使用して自家醸造されていた蒸留酒。「芋下（沖縄読み：イムゲー）」とも。本記事では、21世紀に沖縄県内の複数酒造メーカーによって復刻された「イムゲー」についても扱う。

## 概要

### 製造法
現代の沖縄を代表する酒と言えば泡盛であるが、当時の米は貴重品であり、泡盛もまた王侯貴族だけが口にできる高級酒であった。そのため、琉球の庶民の間ではもっぱら自家製の芋酒が飲まれていた。自家醸造酒であるため、芋酒の製造法はバリエーションに富んでいる。基本的には、雑穀や砕米で麹をつくり、甘藷（琉球芋）、製糖時の洗浄液、黒砂糖などを添加してアルコール発酵を行う。蒸留は、兜式蒸留釜を用いる。米、芋、黒糖を全て用いるという点で、泡盛、芋焼酎、黒糖焼酎とも異なる、独自の製法となっている。

### 歴史
文献上は1839年の記録が最古である。芋酒は、琉球王朝時代には課税や取り締まりの対象外であり、各村で製造されていた。1879年の琉球処分で沖縄県が設置されても、明治政府は当初旧慣温存政策をとったために自家醸造はなおしばらく続いたが、1908年に酒造税が沖縄県へも適用されるに伴い、自家醸造酒としての芋酒は製造されなくなった。

## 現代におけるイムゲー
自家醸造酒としての芋酒が姿を消してから1世紀以上が経過した2019年、沖縄県内で泡盛を製造する請福酒造、久米島の久米仙、多良川、比嘉酒造、今帰仁酒造の各社によって、紫芋、黒糖、タイ米を使用しながら、現代的な製法も取り入れる形で「IMUGE（イムゲー）」として復刻され、県内の酒屋や居酒屋で販売されている。